# Jefim Wigorowski
Jefim Andriejewicz Wigorowski (vel Jefim Andriejewicz Wigowskij, ur. 1905 we wsi Albiniwka w powiecie żytomierskim w guberni wołyńskiej, zm. w marcu 1980 w Charkowie) - funkcjonariusz radzieckich organów bezpieczeństwa, jeden z wykonawców zbrodni katyńskiej.

## Życiorys
Skończył 4 klasy szkoły powszechnej, od 1923 służył w Armii Czerwonej, od 1939 w WKP(b). Od 1940 pracownik komendantury Zarządu NKWD obwodu charkowskiego, wiosną 1940 uczestniczył w masowym mordzie na polskich jeńcach obozu w Starobielsku, za co 26 października 1940 ludowy komisarz spraw wewnętrznych ZSRR Ławrientij Beria przyznał mu nagrodę pieniężną. W 1952 starszy nadzorca więzienia nr 1 Zarządu MWD obwodu charkowskiego w stopniu starszego sierżanta.

## Odznaczenia
- Order Czerwonego Sztandaru (20 marca 1952)
- Order Czerwonej Gwiazdy (12 listopada 1946)
- Medal „Za zasługi bojowe” (10 grudnia 1945)